# إحداثيات خطية ثلاثية

إحداثيات خطية ثلاثية لنقطة تقاطع ارتفاعات مثلث.

في الهندسة الرياضية، الإحداثيات الخطية الثلاثية (بالإنجليزية: trilinear coordinates)‏ لنقطة بالنسبة لمثلث معين تصف المسافات النسبية بين أضلاع المثلث الثلاثة وتلك النقطة.

## مثال
- نقطة تقاطع الارتفاعات في المثلث لها احداثيات خطية ثلاثية تساوي 1:1:1 على اعتبار أن المسافة بين تلك النقطة وأضلاع المثلث متناسبة مع المسافة الفعلية.